# 流れの安定性
流体の運動を支配するNavier-Stokes方程式は非線形偏微分方程式であることから，境界条件がユニークに決められても一般には複数の解を有しているのが普通である．実際にはどの解が実現するかは，その解の安定性が問題になる．すなわち安定な解は実現するが不安定な解は実現しない．最も典型的な例として層流の不安定化による乱流遷移現象が挙げられる．Couette流やPoiseuille流はNavier-Stokes方程式の厳密解である．ところが方程式を無次元化した際に現れる無次元パラメータであるReynolds数がある値を超えるとCouelle流やPoiseulle流は不安定となり実際には現れないことになる．このように流体力学における解析では，単に可能な解を導くだけでなくその解の安定性を吟味することが必要となる．